# Route 215 (Terre-Neuve-et-Labrador)
Pour les articles homonymes, voir Route 215.
La route 215 est une route de Terre-Neuve-et-Labrador située sur la péninsule de Burin de l'île de Terre-Neuve. Elle s'étire perpendiculairement à la route 210 jusqu'à Petit Forte vers l'ouest. La section entre Brookside et Petit Forte n'est pas asphaltée.

## Communautés traversées
Liste des communautés traversées par la route 215 d'est en ouest :
- Boat Harbour (au sud de la route 215)
- Brookside
- Petit Forte

## Annexe